# Église Saint-Gabriel de Veliko Gradište
Pour les articles homonymes, voir Église Saint-Gabriel.
L'église Saint-Gabriel de Veliko Gradište (en serbe cyrillique : Црква Светог арханђела Гаврила у Великом Градишту ; en serbe latin : Crkva Svetog arhanđela Gavrila u Velikom Gradištu) est une église orthodoxe serbe située à Veliko Gradište, dans le district de Braničevo en Serbie. Elle est inscrite sur la liste des monuments culturels protégés de la république de Serbie (identifiant no SK 567).

## Présentation
L'église, située au centre de la place principale de la ville, a été construite entre 1852 et 1854 à l'emplacement d'un édifice religieux plus ancien. Elle a été bâtie dans un style néo-classique, avec des éléments Renaissance et romantiques.
Elle est constituée d'une nef unique prolongée par une abside et par deux chapelles latérales dans la zone de l'autel et précédée par un narthex avec une galerie ; la façade occidentale est dominée par un clocher. Horizontalement, les façades sont rythmées par un cordon et par une corniche moulurée ; verticalement, elles sont rythmées par des pilastres et par des fenêtres en forme de lancettes surmontées par des éléments plastiques en forme de tympans. Une attention particulière a été apportée à la décoration de la façade occidentale, à commencer par le portail qui est surmonté d'un fronton triangulaire porté par des pilastres arrondis ; on y trouve aussi des niches peintes ainsi que des fenêtres en forme de lancettes présentes jusqu'au sommet du clocher.
En 1856, l'église a été ornées de fresques dues à Jovan Isailović Mlađi et à Dimitrije Posniković. Vingt-huit icônes de l'iconostase ont été peintes dans un style classique par Nastas Stefanović en 1901.
L'édifice abrite des icônes mobiles, des livres et des objets liturgiques ainsi que du mobilier d'église. Un ensemble pictural de grande valeur est conservé dans la maison paroissiale ; il est constitué d'icônes de style classique provenant de l'ancienne iconostase peinte en 1832-1834 par Mihailo Kostić-Konstantinović de Bitola et par le peintre Anastas.